# Splitska vrata
A Splitska vrata (magyarul: Spliti kapu) egy tengerszoros Horvátországban, az Adriai-tengerben, Šolta és Brač szigete között.

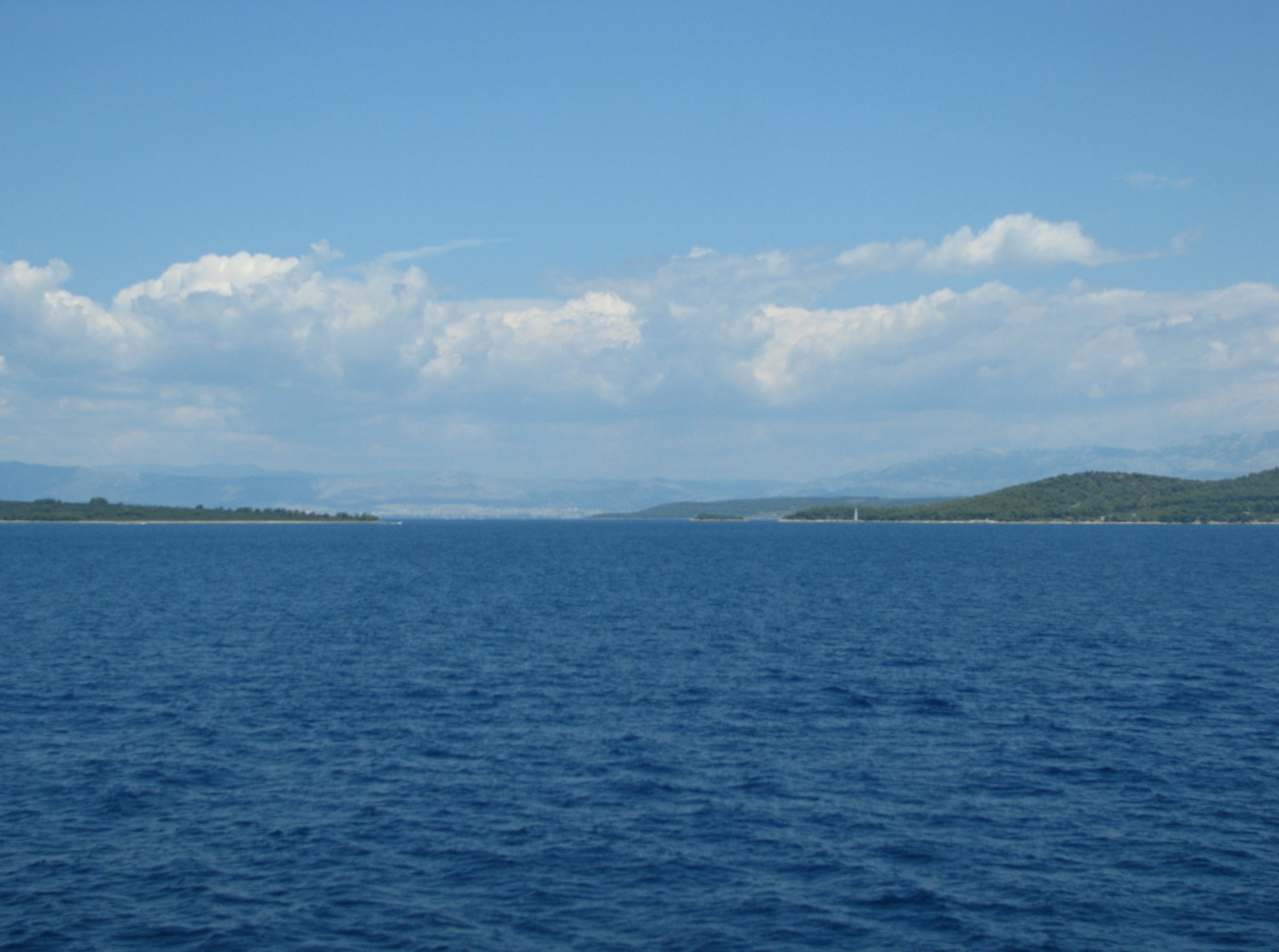
A Splitska vrata látképe balról Šolta, jobbról Brač szigetével (A háttérben Split városa látható)

## Leírása
A Splitska vrata köti össze a Hvari- és a Spliti-csatornákat. Az átjáró csak 700 méter széles, legkisebb mélysége pedig 21 méter. Rajta át lehet eljutni Splitből hajóval és komppal a Hvar, Vis és Korcula szigetekre, valamint Dubrovnikba.
A tengerszorost északon a Šoltai keleti fok (a Livka-foktól keletre) és a brači Zaglav-fok közötti vonal, délen a šoltai Motika-fok és a brači a Ražanj-fok közötti képzeletbeli vonal határolja. A Ražanj-fokon egy világítótorony található.